# Vreeburg (buitenplaats)

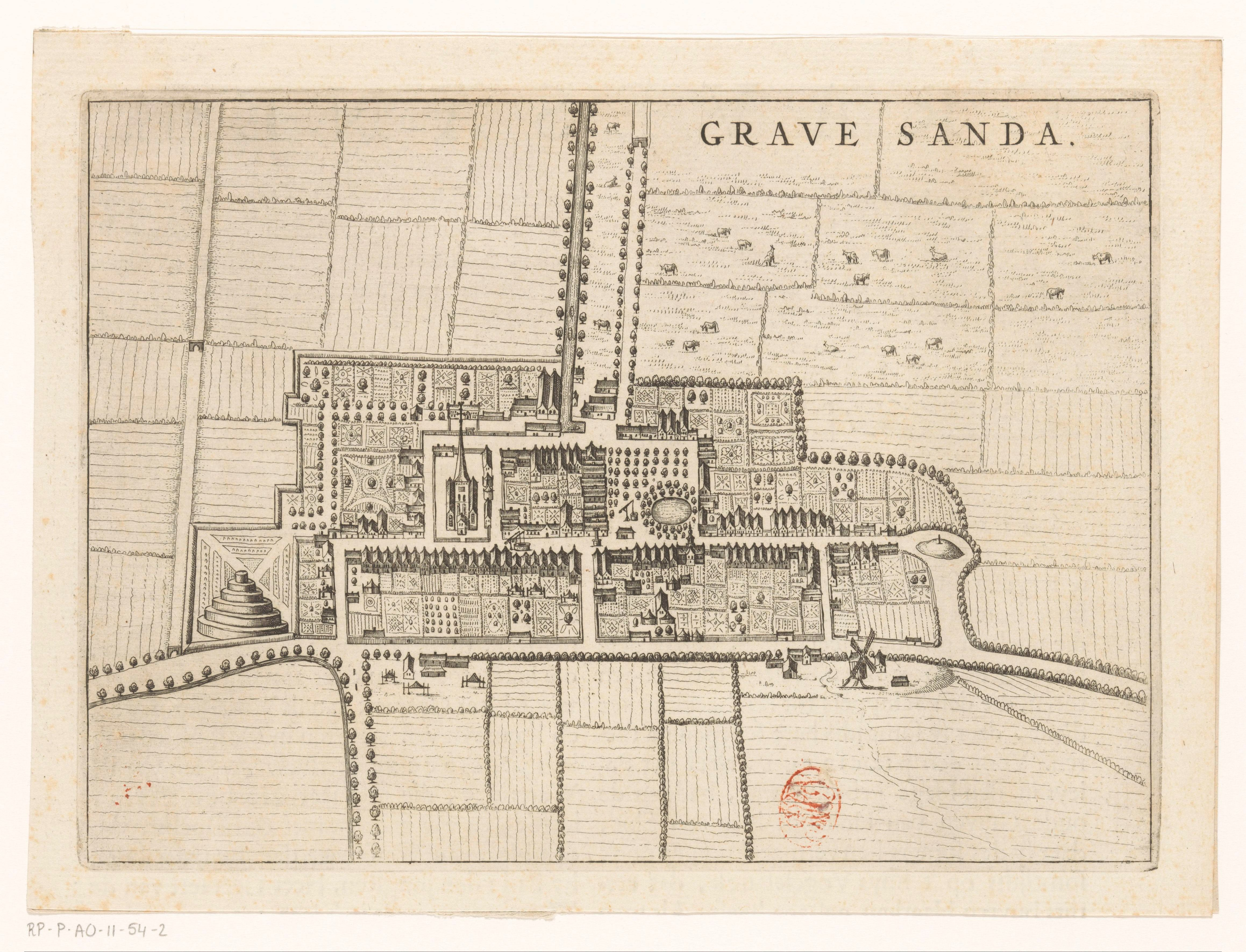
Plattegrond van 's-Gravenzande door Blaeu, 1649. Achter de kerk staat de buitenplaats Vreeburg. De gebouwen zijn waarschijnlijk niet correct weergegeven maar de tuinen zijn herkenbaar. Links van het dorp de heuvel die bij Vreeburg hoort.

Vreeburg was een buitenplaats in 's-Gravenzande uit de tweede kwart van de zeventiende eeuw en gesticht door de Delftse burgemeester François Meerman. Het lag aan de huidige Vreeburghlaan en na de sloop in 1999 zijn er geen restanten overgebleven.

## Geschiedenis
De buitenplaats ontstond op de plek van het regulierenklooster en het begijnhof. Na het uitbreken van de Nederlandse Opstand in 1568 werd het klooster gesloten, de gebouwen afgebroken en de gronden verkocht als tuinbouw- en landbouwgrond. De begijnen in het begijnhof mochten daar tot hun dood verblijven. In 1615 kocht Dirk Gerritsz. Meerman een groot huis in het begijnhof. Uit onderzoek in 1999 bleek dat de kelder met kruisgewelf van dit huis tussen 1325 en 1350 was gebouwd. De zoon, François Meerman, kocht in 1628 een groot deel van het oorspronkelijke kloosterbezit dat grensde aan het huis van zijn vader. Hij erfde hierna het grote huis van zijn vader dat hij vervolgens liet afbreken om een nieuw huis op te kunnen bouwen. De kelder bleef bewaard. De meeste andere gebouwen liet hij slopen en op het terrein kwamen siertuinen.
In de jaren hierna werd het terrein langzaam uitgebouwd zodat hij in 1641 het gehele voormalige grondbezit van het klooster en begijnhof bezat. Bij elkaar bedroeg de oppervlakte 6 morgen dat ruim 5 hectare is. François liet tevens aan de Monsterseweg een kunstmatige heuvel aanleggen. Van Dirck van Bleyswijck beschreef in 1667 in zijn Beschrijvinge van Delft dat men vanaf de heuvel een mooi uitzicht had op de zee en het Westland. Hij schreef dat de aanleg werk verschafte aan vijftig arbeiders tijdens een strenge winterperiode en dat, met het afzanden van andere geestlanden, de grond verbeterde. Met het afzanden kwam het maaiveld dichter bij het grondwaterpeil te liggen waardoor de grond zeer geschikt werd voor het telen van allerlei groenten en bloembollen. De heuvel kreeg de naam Vreederijks- of Salomonsberg, waarschijnlijk verwijzend naar het einde van de Tachtigjarige Oorlog. De buitenplaats is zodoende aan de naam Vreeburg gekomen.
Na de dood van Meerman in 1658 ging Vreeburg over op meerdere eigenaren tot in 1717 het complex werd gekocht door Adriaan van Vredenburch. Adriaan, een rijke stedeling uit Delft, had veel aanzien en beklede meerdere landelijke en stedelijke functies. Op de Kruikiuskaart uit 1717 is te zien dat het tuinencomplex een stervormig padenpatroon had met compartimenten van ronde structuren. Waarschijnlijk bevonden zich er vijvers en een beeldengalerij. In vierkanten compartimenten bevonden zich waarschijnlijk siergewassen en boomgaarden. Aan de oostzijde, buiten de bomenlaan, bevonden zich waarschijnlijk moestuinen. Het complex werd begrensd door een sloot en in het zuiden door de vaart. De kunstmatige heuvel bestond nog toen Van Vredenburch het complex kocht. Het huis werd bij de verkoop beschreven als: "een hegt, sterk en wel doortimmert huys, voorsien met verscheyde schoone apartementen". Ook werden de bijgebouwen beschreven: een tuinmanshuis, stal voor acht paarden, een koetshuis en diverse schuren. Het is niet helemaal bekend hoe het huis eruitzag in die tijd. Wel is bekend dat het de vorm had van een U met een ruime binnenplaats. Op de kaart van Kruikius is de open zijde van de U naar het oosten gericht maar uit onderzoek in 1999 is gebleken dat de U naar het noorden was gericht. Van het huis zijn enige aquarellen bekend waarvan de maker onbekend is. Mogelijk was dat Aart Schouman.
Adriaan van Vredenburch liet een deel van de kunstmatige heuvel Vrederijkersberg afgraven, doordat volgens zijn zoon Gerard, het uitzicht werd belemmerd door talloze bomen van omliggende buitenplaatsen. De enorme hoeveelheid zand werd gebruikt om grondverbetering toe te passen ten gunste van de tuinbouw. Op het restant van de heuvel kwam een klein houten huisje. Na de dood van Adriaan ging de buitenplaats in 1760 over naar zijn zoon Gerard van Vredenburch. Hij bleef percelen aankopen tot hij in 1775 het hele voormalige grondbezit van het klooster bezat. Hij voelde zich waarschijnlijk verbonden met de buitenplaats door de gedeelde familienaam. Om dit nog meer te benadrukken liet hij een grafkelder voor hem en zijn vrouw in de kerk van 's-Gravenzande aanleggen en schonk hij de kerk meerdere stukken zilverwerk.
Na Gerards door in 1784 kwam Vreeburg in bezit van zijn zoon Ewoud Vredenburch die er permanent woonde. Hij stierf in 1798 en werd opgevolgd als eigenaar door zijn jonge broer Jacob van Vredenburch. Op een kaart uit 1814 is de tuin van Vreeburg te zien. De strakke lijnen zijn verdwenen en in de plaats is de tuin landschappelijk ingericht met smalle slingerpaden. Wanneer dit veranderd is, is onbekend, maar waarschijnlijk was dit in opdracht van Gerard van Vredenburch aangepast rond 1770. Na de dood van Jacob ging Vreeburg naar zijn zoon Johan Willem van Vredenburch. Vanaf die tijd werd het huis niet meer bewoond en raakte het in verval.

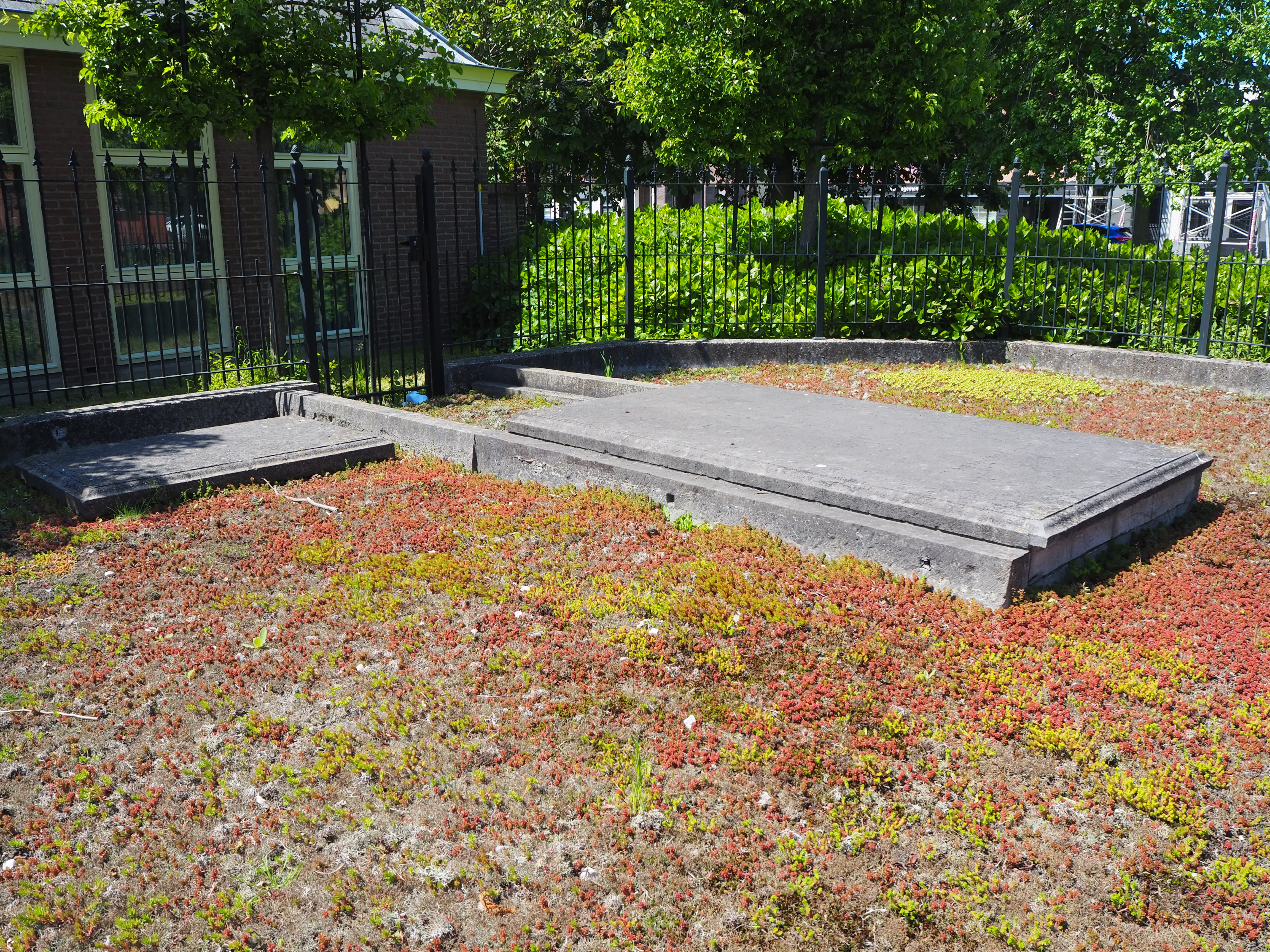
Grafkelder van de Vredenburchs achter de Dorpskerk.

In de negentiende eeuw is het grondgebied van de buitenplaats opgedeeld in kleine percelen en verkocht of verhuurd. Begin twintigste eeuw vestigde de Fruit & Groenteveiling 's-Gravenzande zich op het grondgebied. Toen de veiling sloot kwam op de plek een woonwijk. In het hoofdgebouw van de buitenplaats vestigde zich begin twintigste eeuw een bierbrouwerij en limonadefabriek. Het gebouw was meerdere malen aangepast en schuren waren bijgebouwd. Bij de sloop in 1999 bleken de U-vorm en indeling van het hoofdgebouw nog vrijwel intact. Ook de middeleeuwse kelder werd na onderzoek afgebroken. Momenteel resteren geen restanten meer van de buitenplaats. Alleen de grafkelder van de Van Vredenburchs is nog te zien. Deze lag binnen de kerk, maar na de instorting en de herbouw van een veel kleinere kerk, ligt de grafkelder nu in de buitenlucht.

## Bron
- Broeke, van den Martin (2018): Buitenplaatsen in het Westland, Vreeburg, door Ton Immerzeel, door Genootschap Oud-Westland en Kantoor Verschoor Boekmakers, ISBN 9789082589337, pagina 239-249
- Buitenplaats Vreeburgh te 's-Gravenzande bedreigd, door Ton Immerzeel, uit Westlands Streekhistorie, januari/februari 1997, nummer 1, pagina 8-9
- Buitenplaats Vreeburg in 's-Gravenzande, oorspronkelijk uit Groot Westland, door Piet van der Valk, 21 augustus 2019